# Hirschbach (Hollenbach)
Hirschbach ist ein Gemeindeteil von Hollenbach im schwäbischen Landkreis Aichach-Friedberg in Bayern. Der Weiler liegt in der Gemarkung Igenhausen.

## Gemeindezugehörigkeit
Seit dem zweiten Gemeindeedikt von 1818 bis zum 31. Dezember 1970 gehörte Hirschbach zur selbstständigen Gemeinde Igenhausen im Landkreis Aichach. Am 1. Januar 1971 wurde Igenhausen mit Hirschbach im Zuge der Gebietsreform in Bayern in die Gemeinde Hollenbach eingegliedert.

## Geographie
Hirschbach liegt nordwestlich von Igenhausen an der Ortsverbindungsstraße, die von Igenhausen zur Staatsstraße St 2035 führt und südlich von Weichenberg in diese mündet.

## Baudenkmäler
Siehe auch: Liste der Baudenkmäler in Hirschbach
- Wegkapelle aus der zweiten Hälfte des 19. Jahrhunderts